# 삶의 가장자리
삶의 가장자리(Factotum)는 노르웨이에서 제작된 벤트 해머 감독의 2005년 드라마 영화이다. 맷 딜런 등이 주연으로 출연하였고 벤트 해머 등이 제작에 참여하였다.

## 출연

### 주연
- 맷 딜런
- 릴리 테일러

### 조연
- 피셔 스티븐스
- 마리사 토메이
- 디디에 플라망
- 애드리안 셸리
- 카렌 영

## 제작진
- 원작자: 찰스 부코스키
- 미술: 이브 콜리
- 의상: 테르 던칸